# Адам Собєрай
Адам Собєрай (пол. Adam Sobieraj; нар. 26 червня 1985, Кошалін, Західнопоморське воєводство) — польський борець вільного стилю, бронзовий призер чемпіонату Європи.

## Біографія
Боротьбою почав займатися з 1993 року під опікою свого дядька Лєха Собєрая у борцівському спортивному клубі Кошаліна. У січні 2006 Адам переїхав до Познані у найкращий польський борцівський клуб 2005 року «Грюнвальд», де почав тренуватися під керівництвом Пйотра Краєвського. Того ж року, вигравши чемпіонат Польщі, почав представляти першу польську збірну на європейський і світових першостях. Бронзова медаль чемпіонату Європи 2010 року стала для польської збірної першою протягом останніх чотирьох років.

## Виступи на Чемпіонатах світу
| Змагання                        | Збірна | Вагова категорія | Місце |
| ------------------------------- | ------ | ---------------- | ----- |
| Чемпіонат світу з боротьби 2007 | Польща | 66 кг            | 27    |
| Чемпіонат світу з боротьби 2009 | Польща | 66 кг            | 14    |
| Чемпіонат світу з боротьби 2011 | Польща | 66 кг            | 16    |

## Виступи на Чемпіонатах Європи
| Змагання                         | Збірна | Вагова категорія | Місце  |
| -------------------------------- | ------ | ---------------- | ------ |
| Чемпіонат Європи з боротьби 2006 | Польща | 66 кг            | 18     |
| Чемпіонат Європи з боротьби 2007 | Польща | 66 кг            | 14     |
| Чемпіонат Європи з боротьби 2008 | Польща | 66 кг            | 8      |
| Чемпіонат Європи з боротьби 2009 | Польща | 66 кг            | 8      |
| Чемпіонат Європи з боротьби 2010 | Польща | 66 кг            | Бронза |
| Чемпіонат Європи з боротьби 2011 | Польща | 66 кг            | 13     |
| Чемпіонат Європи з боротьби 2012 | Польща | 74 кг            | 15     |

## Виступи на інших змаганнях
| Змагання                                                  | Збірна | Вагова категорія | Місце  |
| --------------------------------------------------------- | ------ | ---------------- | ------ |
| Гран-прі Німеччини з боротьби 2006                        | Польща | 66 кг            | Бронза |
| Чемпіонат світу з боротьби серед військовослужбовців 2006 | Польща | 66 кг            | Срібло |
| Гран-прі Німеччини з боротьби 2007                        | Польща | 66 кг            | Бронза |
| Міжнародний меморіал Дейва Шульца 2008                    | Польща | 66 кг            | 4      |
| Олімпійський кваліфікаційний турнір 2008                  | Польща | 66 кг            | 18     |
| Гран-прі Німеччини з боротьби 2008                        | Польща | 66 кг            | 8      |
| Гран-прі Німеччини з боротьби 2009                        | Польща | 74 кг            | 20     |
| Турнір Дана Колова — Николи Петрова 2010                  | Польща | 66 кг            | 8      |
| Гран-прі Німеччини з боротьби 2010                        | Польща | 74 кг            | 18     |
| Чемпіонат світу з боротьби серед військовослужбовців 2010 | Польща | 66 кг            | Бронза |
| Меморіал Вацлава Циолковського 2011                       | Польща | 66 кг            | Срібло |
| Тестовий турнір FILA 2011                                 | Польща | 74 кг            | 5      |
| Турнір Яшара Догу 2012                                    | Польща | 74 кг            | 21     |
| Олімпійський кваліфікаційний турнір 2012                  | Польща | 66 кг            | 8      |
| Олімпійський кваліфікаційний турнір 2012                  | Польща | 66 кг            | Бронза |
| Чемпіонат світу з боротьби серед військовослужбовців 2013 | Польща | 74 кг            | 5      |